# George Hearn
George Hearn, född George Clark Hearn Jr. den 18 juni 1934 i Saint Louis, Missouri, är en amerikansk skådespelare och sångare (baryton). Han har bland annat medverkat i Flags of Our Fathers.

## Filmografi
- 1999 – Durango